# П'ятра-Финтинеле
П'ятра-Финтинеле (рум. Piatra Fântânele) — село у повіті Бистриця-Несеуд в Румунії. Входить до складу комуни Тіха-Биргеулуй.
Село розташоване на відстані 322 км на північ від Бухареста, 40 км на схід від Бистриці, 119 км на північний схід від Клуж-Напоки.

## Населення
За даними перепису населення 2002 року у селі проживали 299 осіб, усі — румуни. Усі жителі села рідною мовою назвали румунську.